# Ippodromo Tor di Valle

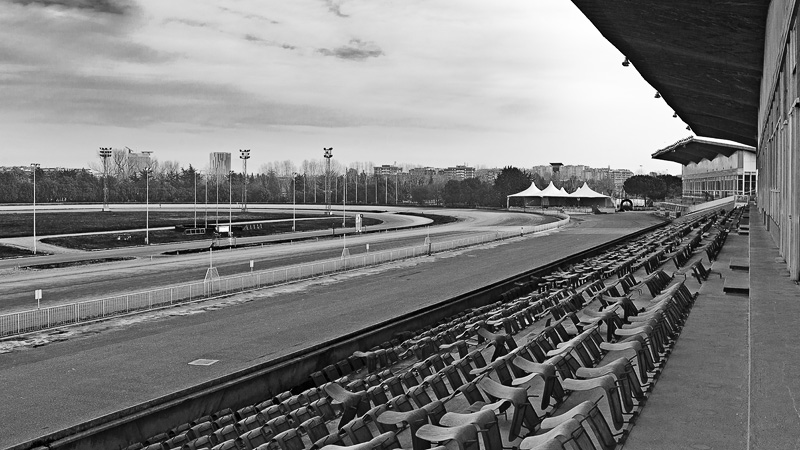

Ippodromo Tor di Valle ist eine ehemalige Pferderennbahn im Stadtteil Tor di Valle in Rom.
Die Anlage wurde am 26. Dezember 1959 eröffnet und am 30. Januar 2013 geschlossen. Sie bot Platz für 4000 Zuschauer und hatte eine Fläche von 42 Hektar.
Der Entwurf für das Hippodrom stammte vom Architekten Julio Lafuente und den Bauingenieuren Gaetano Rebeccini, Calogero Benedetti, Aricardo Birago und Paolo Vietti-Violi. Das Ippodromo Tor di Valle ersetzte die Pferderennbahn an der Villa Glori, auf deren Fläche das olympische Dorf für die Olympischen Sommerspiele 1960 errichtet wurde.
An der Stelle der ehemaligen Pferderennbahn sollte das neue Stadium der AS Rom errichtet werden.